# 818

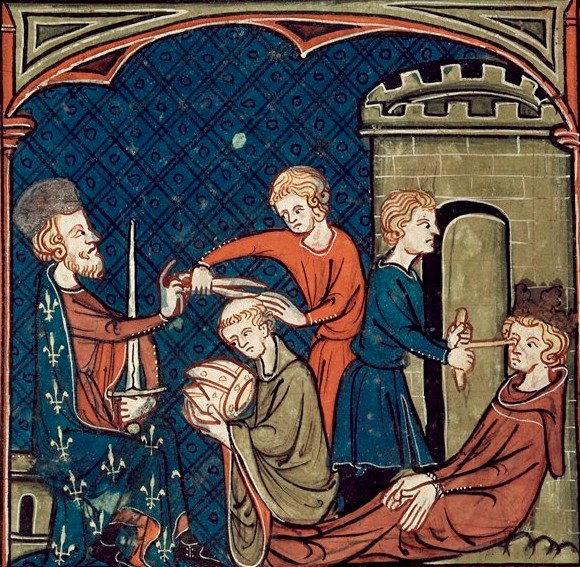
Keizer Lodewijk I laat Bernhard van Italië (rechts) in Aken de ogen uitsteken (818).

Het jaar 818 is het 18e jaar in de 9e eeuw volgens de christelijke jaartelling.

## Gebeurtenissen

### Byzantijnse Rijk
- Vikingen (de Roes genaamd) voeren een rooftocht langs de noordelijke kust van Anatolië (huidige Turkije). Hierdoor ontstaat er een handelsroute over de Wolga die Noordwest-Rusland verbindt met het Byzantijnse Rijk. Door de Zwarte Zee over te steken bereiken Vikingschepen (langschip) het handelscentrum van Constantinopel. (waarschijnlijke datum)

### Europa
- 17 april - Koning Bernhard van Italië, onwettige zoon van Pepijn van Italië, wordt in opdracht van keizer Lodewijk I ("de Vrome") in Aken ter dood veroordeeld. Hij laat (als verzachte straf) Bernhard de ogen uitsteken (met een roodgloeiend mes). Twee dagen na het uitvoeren van de executie overlijdt Bernhard aan zijn verwondingen. Lodewijks zoon Lotharius wordt benoemd tot koning van Italië.
- Bretagne wordt onderworpen door de Franken en komt onder het bestuur van Lodewijk I. Aan de kust ontstaan bloeiende centra voor handel en nijverheid. (waarschijnlijke datum)

## Religie
- Theodulf, bisschop van Orléans, wordt beschuldigd van een samenzwering tegen Lodewijk I. Hij wordt uit zijn ambt ontzet en verbannen naar een klooster in Angers.
- Eerste schriftelijke vermelding van Melsen (huidige België).

## Geboren
- Pepijn van Vermandois, Frankisch graaf (waarschijnlijke datum)

## Overleden
- 17 april - Bernhard (21), koning van Italië
- 3 oktober - Ermengarde, koningin van de Franken
- Ali al-Rida (53), Arabisch imam
- Felix van Urgell, Spaans bisschop en theoloog
- Hildebold, aartsbisschop van Keulen